# Лізвінський Валерій Іванович
Вале́рій Іва́нович Лізві́нський (26 квітня 1966 — 20 січня 2015) — майор (посмертно) Збройних Сил України, учасник російсько-української війни. Один із «кіборгів».

## Короткий життєпис
Офіцер запасу, військовий інженер, саперна справа. Брав участь у миротворчих операціях.
Мобілізований у вересні 2014-го. Помічник командира батальйону з оперативного забезпечення, 81-ша окрема аеромобільна бригада — 122-й окремий аеромобільний батальйон. З листопада служив у Костянтинівці, 6 січня 2015-го відбув на ротацію в Донецький аеропорт.
16 січня пережив хімічну атаку. 20 січня 2015-го загинув під час оборони Донецького аеропорту. Після вибуху та завалів у новому терміналі аеропорту доля Лізвінського була невідома.
Тіло доставили додому лише через місяць. Похований у Кам'янці-Подільському 22 лютого 2015-го на Алеї слави міського кладовища. Без Валерія залишилася дружина Майя.

## Нагороди  та вшанування
- Указом Президента України № 282/2015 від 23 травня 2015 року, «за особисту мужність і високий професіоналізм, виявлені у захисті державного суверенітету та територіальної цілісності України, вірність військовій присязі», нагороджений орденом Богдана Хмельницького III ступеня (посмертно)[2].
- Нагороджений нагрудним знаком «За оборону Донецького аеропорту» (посмертно).[3]
- Рішенням Кам'янець-Подільської міської ради № 109/93 від 13 жовтня 2015 року присвоєно звання «Почесний громадянин міста Кам'янця-Подільського».[4]
- Вшановується в меморіальному комплексі «Зала пам'яті», в щоденному ранковому церемоніалі 20 січня[5][6].